# Addizione Erculea
L'Addizione Erculea ou Erculean Addition est la zone d'expansion urbaine créée en 1492 par l'élargissement des limites de la ville fortifiée de Ferrare, célébrée comme un exemple d'urbanisme de la Renaissance . 

## Histoire et description
L'expansion vers le sud de la ville médiévale fortifiée de Ferrare est géographiquement limitée par une branche du delta du Pô. En 1450, le duc Borso d'Este (1450) agrandit légèrement la ville vers le sud sur des terrains récupérées sur les rives du fleuve. 
En 1492, afin de faire face à l'essor de la ville, Hercule Ier d'Este qui a souffert des attaques et des sièges de Venise au nord et des États pontificaux au sud veut créer une ville-forteresse plus apte à résister et commande à l'architecte Biagio Rossetti des plans pour une expansion urbaine au nord de la ville.  
Les murs de cette limite coïncident avec le flanc nord du château d'Este. Contrairement aux rues denses et désordonnées du centre médiéval, l'Addizione a créé une route principale est-ouest (analogue à un Decumanus Maximus ) représentée maintenant par Corso Porta Po, Biagio Rosetti et Porta Mare et la rue nord-sud (analogue à un Cardo Maximus ) représentée par le désormais Corso Ercole I d'Este. 
L'Addizione a plus que doublé la taille de la ville fortifiée et comprenait des zones de culture et des parcs privés (désormais englobés par le cimetière de la Certosa et le cimetière juif). Parmi les bâtiments érigés au cours des décennies et des siècles suivants dans ce secteur, figurent la Palazzina di Marfisa d'Este, l'église de Santa Chiara, le Palazzo Roverella ; l'église de Teatini ; l'église de San Carlo et le Teatro Comunale du XVIIe siècle
Les murs de Ferrare s'étalaient sur 13 kilomètres, il en reste encore 9 km, principalement au nord et à l'est de la ville. La Porta degli Angeli était l' entrée nord originale de l'Addizione Erculea. 